# Agrilus dozieri
Agrilus dozieri es una especie de insecto del género Agrilus, familia Buprestidae, orden Coleoptera, descrito por Fisher, 1918.
Se encuentra en Estados Unidos desde Georgia a Florida. Los adultos han sido encontrados en Ostrya virginiana (Betulaceae).